# Fronteras
Fronteras este un municipiu în statul Sonora, Mexic.